# Sandra Schlüricke
Sandra Schlüricke (7 ottobre 1975) è una pentatleta tedesca.

## Palmarès
In carriera ha conseguito i seguenti risultati:
- Europei

Tampere 1999: bronzo nel pentathlon moderno staffetta a squadre.